# Brilliant Corners
Brilliant Corners é um álbum de jazz de Thelonious Monk lançado em 1957. Este foi seu terceiro trabalho pela Riverside e o primeiro, por este selo, a ter suas próprias músicas. É considerado a obra-prima de Monk, um dos mais importantes álbuns do jazz e peça fundamental para o surgimento do jazz moderno.
| Críticas profissionais                                                      | Críticas profissionais |
| Avaliações da crítica                                                       | Avaliações da crítica  |
| Fonte                                                                       | Avaliação              |
| --------------------------------------------------------------------------- | ---------------------- |
| All Music Guide                                                             | [ 1 ]                  |
| Esta tabela precisa de ser acompanhada por texto em prosa. Consulte o guia. |                        |

## Lista de faixas
1. "Brilliant Corners" (Thelonious Monk) –7:42
2. "Ba-lue Bolivar Ba-lues-are" (Monk) –13:24
3. "Pannonica" (Monk) –8:50
4. "I Surrender, Dear" (Harry Barris, Gordon Clifford) –5:25
5. "Bemsha Swing" (Monk, Denzil Best) –7:42

## Sobre as músicas
"Brilliant Corners" é considerada uma das mais difíceis composições do jazz de todos os tempos; levou mais de uma dúzia de takes para ser gravada e a versão do disco foi editada com três deles. Depois da desafiante primeira música, Monk dirige o grupo para uma longa jam de improvisação, relaxamento e groove: "Ba-lue Bolivar Ba-lues-are". A balada "Pannonica", dedicada à chamada "Baronesa do Bebop", Nica Koenigswarter, membro da tradicional família Rotschild, amiga e patrocinadora de Monk, Charlie Parker e diversos outros músicos do jazz. Nela Monk toca celesta. "I Surrender, Dear" é um standard, sendo a faixa mais convencional canção do álbum, onde Monk explora as camadas harmônicas, sincopando e mudando o andamento normal. E, para o final, outra versão, mas para uma música do próprio Monk: "Bemsha Swing", que lembra Dizzy Gillespie e as big bands (muito em parte pelo uso de tímpanos).

## Legado
O álbum como um todo é considerado um grande clássico do jazz com vários standards. Se antes Monk era rejeitado por fazer um jazz "difícil", Monk conseguiu com este trabalho sucesso de público e crítica além de fama e uma sonoridade própria que se transformou em sua assinatura.
Em 2003, este álbum foi escolhido pela Biblioteca do Congresso para fazer parte do National Recording Registry. Em função de sua importância histórica, o álbum faz parte do Grammy Hall of Fame desde 1999.

## Músicos
- Thelonious Monk — piano; celesta
- Ernie Henry — saxofone alto
- Sonny Rollins — saxofone tenor
- Oscar Pettiford — contrabaixo
- Max Roach — bateria; tímpano
- Clark Terry — trompete
- Paul Chambers — contrabaixo

## Equipe técnica
- Orrin Keepnews — produção
- Jack Higgins — engenheiro de som
- Joe Tarantino — masterização